# Géromont (Malmedy)
Pour les articles homonymes, voir Géromont.
Géromont  est un village de la commune et ville belge de Malmedy située en Région wallonne dans la province de Liège. 
Avant la fusion des communes de 1977, Géromont faisait partie de la commune de Bévercé. 

## Situation
Ce petit village ardennais se situe à environ 3 km au sud-est de la ville de Malmedy près du village de Baugnez. Il est traversé par la route nationale 62 Malmedy - Saint-Vith.

## Patrimoine
La chapelle Saint-Henri, construit après des plans de l'architecte malmédien Henri Cunibert, se trouve le long de la route nationale 62. Bâtie en moellons de grès, elle possède un clocher original à cinq niveaux recouvert de crépi blanc et placé latéralement à l'édifice.

## Activités et loisirs
Géromont compte une école communale située à la limite du village et de Baugnez.
Plusieurs restaurants, gîtes ruraux et chambres d'hôtes sont situés dans le village.